# La Luz, San Mateo Etlatongo
La Luz är en ort i Mexiko.   Den ligger i kommunen San Mateo Etlatongo och delstaten Oaxaca, i den sydöstra delen av landet, 300 km sydost om huvudstaden Mexico City. La Luz ligger 2 044 meter över havet och antalet invånare är 254.
Terrängen runt La Luz är varierad. Runt La Luz är det ganska tätbefolkat, med 62 invånare per kvadratkilometer. Närmaste större samhälle är Asunción Nochixtlán, 4,7 km nordost om La Luz. Trakten runt La Luz består i huvudsak av gräsmarker.